# Kurt Sametreiter
Kurt Sametreiter va ser un Oberscharführer de les Waffen-SS nascut el 9 d'abril de 1922 a Àustria, va ser guardonat amb la Creu de Ferro. Sametreiter va obtenir la seva Creu de Cavaller a la Batalla de Kursk, mentre es trobava operant un tanc a la Batalla de Projorovka en aquell moment era un comandant de pilot de la 3a Companyia, 1a Panzerjäger Batalló de la 1a Divisió Leibstandarte SS Adolf Hitler. El LSSAH va ser part després del 2n Cos Panzer SS, va ser atacat per dos cossos de tancs russos i el Oberscaharfuhrer Sametreiter va ser el responsable de la destrucció de vint tancs en una sola acció.